# Liste der Biografien/Mary
Liste der Biografien |
Portal Biografien |
Personensuche
# |
A |
B |
C |
D |
E |
F |
G |
H |
I |
J |
K |
L |
M |
N |
O |
P |
Q |
R |
S |
T |
U |
V |
W |
X |
Y |
Z |
?
 
Ma |
Mb |
Mc |
Md |
Me |
Mf |
Mg |
Mh |
Mi |
Mj |
Mk |
Ml |
Mm |
Mn |
Mo |
Mp |
Mq |
Mr |
Ms |
Mt |
Mu |
Mv |
Mw |
Mx |
My |
Mz
 
Maa |
Mab |
Mac |
Mad |
Mae |
Maf |
Mag |
Mah |
Mai |
Maj |
Mak |
Mal |
Mam |
Man |
Mao |
Map |
Maq |
Mar |
Mas |
Mat |
Mau |
Mav |
Maw |
Max |
May |
Maz
 
Mara |
Marb |
Marc |
Mard |
Mare |
Marf |
Marg |
Marh |
Mari |
Marj |
Mark |
Marl |
Marm |
Marn |
Maro |
Marp |
Marq |
Marr |
Mars |
Mart |
Maru |
Marv |
Marw |
Marx |
Mary |
Marz
Die Liste der Biografien führt alle Personen auf, die in der deutschsprachigen Wikipedia einen Artikel haben. Dieses ist eine Teilliste mit 35 Einträgen von Personen, deren Namen mit den Buchstaben „Mary“ beginnt.

## Mary
- Mary Adelaide of Cambridge (1833–1897), Prinzessin von Großbritannien, Irland und Hannover; durch Heirat Herzogin von Teck
- Mary of Lancaster († 1362), englische Adlige
- Mary of Woodstock (* 1279), englische Prinzessin und Nonne
- Mary of York (1467–1482), englische Prinzessin und zweite Tochter von König Eduard IV. von England und dessen Frau Elizabeth Woodville
- Mary Stewart von Schottland († 1488), Prinzessin von Schottland
- Mary von Dänemark (* 1972), Königin von DänemarkMary von Dänemark (* 1972)

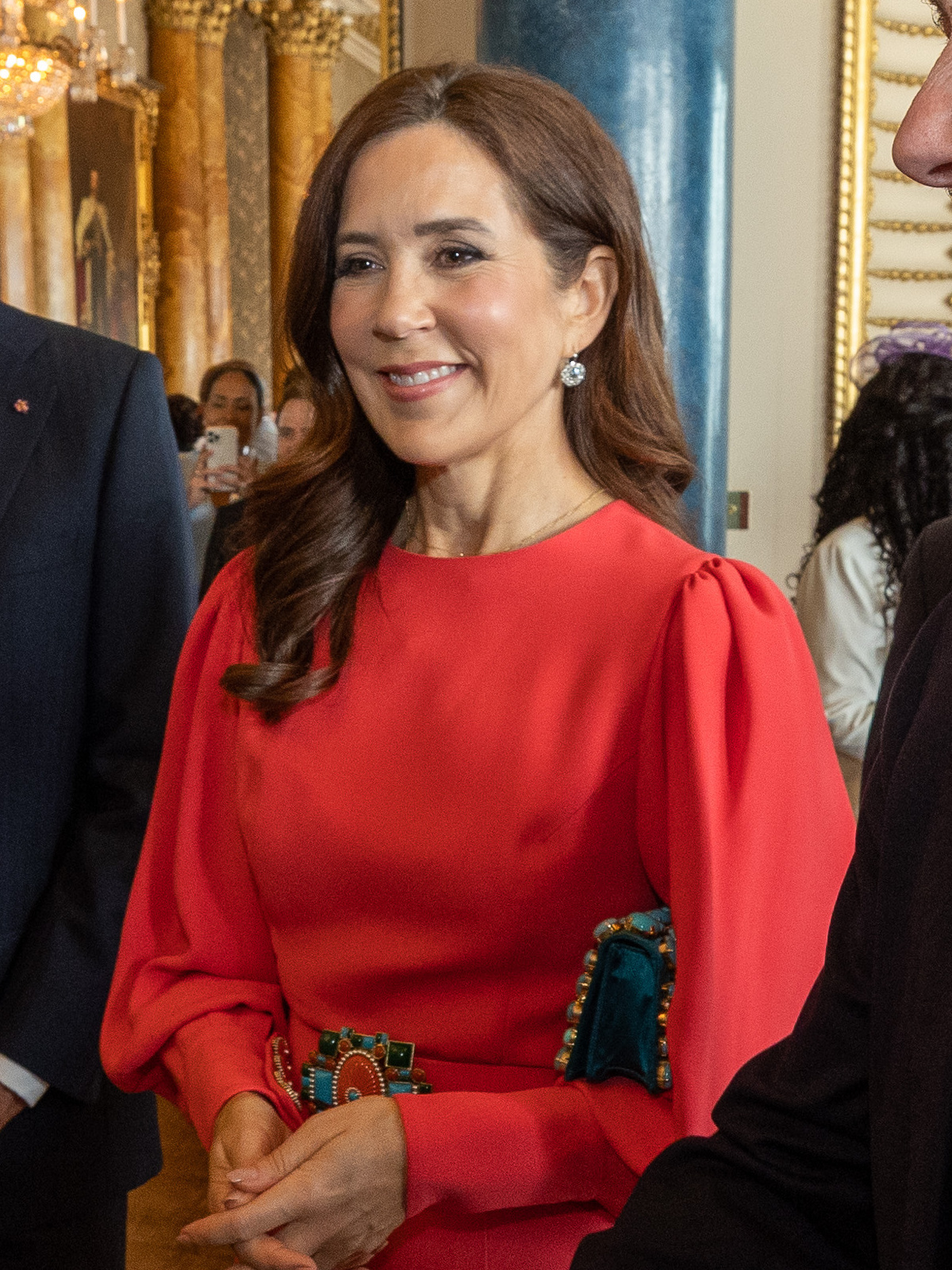
Mary von Dänemark (* 1972)

- Mary, Benjamin (1792–1846), belgischer Botschafter
- Mary, Countess of Harewood (1897–1965), britische Prinzessin und Tochter von Georg V.
- Mary, Emile (1898–1959), französischer Autorennfahrer
- Mary, Fabien (* 1978), französischer Jazz-Trompeter
- Mary, Helen (* 1977), indische Feldhockeyspielerin
- Mary, John (* 1993), kamerunischer Fußballspieler
- Mary, Ken, US-amerikanischer Schlagzeuger und Musikproduzent
- Mary, Mehdy (* 1980), französischer Basketballtrainer und ehemaliger -spieler
- Mary-Lafon, Jean-Bernard (1810–1884), französischer Literat, Historiker, Romanist und Provenzalist

### Marya
- Maryadi Sutrisnaatmaka, Aloysius (* 1953), indonesischer Priester, Bischof von Palangkaraya
- Maryam bint Abī Yaʿqūb asch-Schilbī († 1020), Poetin und Lehrerin im Kalifat von Córdoba
- Maryam, Ustad Ali, iranischer Architekt
- Maryan, M. (1847–1927), französische (bretonische) Schriftstellerin
- Maryańska, Teresa (1937–2019), polnische Paläontologin
- Maryanski, James, US-amerikanischer Mikrobiologe
- Maryata, Nani Shahirah (* 2001), malaysische Diskuswerferin

### Maryc
- Marycz, Jarosław (* 1987), polnischer Radrennfahrer

### Marye
- Marye, John Lawrence (1823–1902), US-amerikanischer Politiker
- Marye, Simone (1890–1961), französische Künstlerin der Art Brut

### Maryl
- Maryland, Russell (* 1969), US-amerikanischer American-Football-Spieler

### Maryn
- Marynenka, Nadseja (* 1951), belarussisch-sowjetische Hochspringerin
- Maryniak, Gregg (* 1954), US-amerikanischer Rechtswissenschaftler und Unternehmer
- Marynitsch, Michail (1940–2014), belarussischer Politiker und Diplomat
- Marynowytsch, Myroslaw (* 1949), ukrainischer Menschenrechtler, Dissident, Hochschullehrer

### Maryo
- Maryon (* 1987), monegassische Sängerin
- Maryon, Edith (1872–1924), britische Bildhauerin
- Maryott, Holden, US-amerikanischer Volleyballspieler

### Marys
- Maryška, Zdeněk (* 1947), tschechischer Schauspieler
- Maryson, W. J. (1950–2011), niederländischer Fantasyautor